# Сказка о глупом мышонке
«Сказка о глупом мышонке» — стихотворение Самуила Маршака, написанное в 1923 году.

## Сюжет
Мышь пытается уложить сына спать, но он капризничает, требует, чтобы колыбельную вместо мамы спел кто-нибудь с более приятным голосом. Мама поочерёдно приводит нянек: утку, жабу, лошадь, свинью, курицу, щуку, но и их голоса не нравятся мышонку. Измучившаяся мышь приводит кошку, голос которой, наконец-то, нравится мышонку. Но после кошки мать не может найти мышонка.

## Продолжение сказки
Несмотря на, казалось бы, очевидность произошедшего с мышонком, на самом деле, финал у сказки — открытый. В 1955 году Самуил Маршак написал продолжение — «Сказку об умном мышонке», в которой рассказываются дальнейшие приключения мышонка, заснувшего под пение кошки.

## История создания
Летом 1923 года старший сын Самуила Маршака — шестилетний Иммануэль нуждался в срочном лечении. Была достигнута договорённость с санаторием в Евпатории, но на доставку мальчика на курорт и проживание нужно было огромное количество денег. Требовавшейся суммы у семьи не было. Самуил Яковлевич подрядился написать детскую сказку в стихах и написал её за одну ночь. Написание стихотворения «Сказка о глупом мышонке» спасло жизнь сыну Самуила Маршака.

## Издания
Впервые сказка была напечатана в 1923 году в издательстве «Синяя Птица» с иллюстрациями Владимира Конашевича.
Второе издание было напечатано издательством «Радуга» в 1925 году. В этом издании петух был заменён свинкой, последовательность появления персонажей изменена, улучшился ритмический ряд.
Пятое издание было опубликовано в 1930 году. В этом издании, возможно, в целях его удешевления, были исключены жаба и свинка.
Шестое издание было напечатано издательством «Детгиз» в 1934 году. В это издание свинка и жаба были возвращены.
Со второго по шестое издание сказка выходила с варьирующимимся иллюстрациями Владимира Лебедева.

## Иллюстрирование
По опубликованному в 1935 году в № 3 журнала «Детская литература» суждению Якова Мексина, сравнивавшего имевшиеся к тому моменту иллюстрации, для иллюстрирования «Сказки о глупом мышонке», ввиду её малого размера, оригинальной структуры и отсутствия напряжённости действия, больше подходили иллюстрации Лебедева, нежели Конашевича. Последний рисовал обстановочные сцены, обилие деталей на которых привело к миниатюризации рисунков и нарушению масштабов. Лебедев же ограничивался портретами мышонка, очередной няньки и предлагаемого ею лакомства.
По опубликованной в том же номере журнала оценке А. Девишева, иллюстрации Конашевича к выпущенному «Синей Птицей» первому изданию «Сказки о глупом мышонке» 1923 года старательно следовали сюжету, передавали и развивали сюжетные ситуации. Это следование и изобилие деталей привели к перегруженности рисунков. Многие изображения для большей эмоциональности показаны с точки зрения мышонка, персонажи очеловечены, няньки устрашающи, трагический финал буквально смакуется. Иллюстрации Лебедева к выпущенному «Радугой» изданию «Сказки о глупом мышонке» 1925 года были завершающим звеном группы работ художника в избранном им плакатном стиле. В указанном издании уже были ощутимо заметны попытки конкретизации абстрактных образов, творческая переработка опыта детской игрушки. Иллюстрации Лебедева к выпущенному «Детгизом» изданию 1936 года представляли собой переломный момент, завершение оказавшего определяющее влияние на искусство советской детской книги этапа творчества художника. Реалистичность иллюстраций была всё ещё относительной и внешней, без углублённого образного раскрытия. Все иллюстрации Лебедева не несут никакой дополнительной смысловой нагрузки, в них лишь показываются упомянутые в сказке объекты. Психологированность изображений персонажей минимизирована художником. Оставлен простор для детской фантазии. При этом рисунки точны и законченны, выполнены с большим мастерством графических и цветовых решений.

## Критика, рецензии, отзывы
По мнению Якова Мексина, «Сказка о глупом мышонке» Самуила Маршака представляет собой чётко-ритмичное, округло слаженное произведение, являющееся результатом сложного творческого процесса. Сюжет этой предназначенной для младшего дошкольного возраста сказки элементарен и последователен, её построение — симметрично, финал — недвусмысленно логичен. Каждый эпизод состоит из трёх четверостиший, некоторые строки которых являются повторяющимися, другие же — дают краткие описания персонажей сказки. При этом набор промежуточных персонажей, их последовательность появления не важны для сюжета, поскольку смысл сказки заключается в том, что капризному ребёнку не нравятся те, кто желает ему добра, но нравятся те, кто желает втереться к нему в доверие. Вместе с тем художественная реализация описания таких добронамеренных нянек, неразрывность формы и содержания сказки показывают высокое мастерство и взыскательность автора. На протяжении первых пяти переизданий проводились замены промежуточных персонажей, их перестановки, удаление и возвращение, замены и передачи их качественных характеристик.
По мнению С. Б., «Сказка о глупом мышонке» Самуила Маршака является продолжателем традиций русских народных сказок. Заключённая в ней мораль конкретна, прослеживается по ходу всего повествования и недвусмысленно утверждается в концовке. Сам по себе сюжет о глупом непослушном мышонке, съеденном выбранной им нянькой-кошкой, легко впечатлевается в сознание детей. Дополнительно в произведении предоставляется большой познавательный материал о хорошо известных ребёнку предметах, раскрываются смысл явлений, многообразие связей в окружающем мире. Финалом сказки перед маленькими слушателями ставится глубокая, но доступная им, психологическая задача. Построение сказки напоминает песенку, имеются вступление, куплеты количеством шесть, заключение. Куплеты состоят из трёх четверостиший, из которых сильно меняющимся является только среднее. Крайние четверостишья являются своеобразными повторяющимися запевом и припевом, в них по сюжету изменяется только одно слово. Несмотря на заменяемость слов средних третей куплетов, их суть неизменна. Первые две строки передают голос очередной няньки, последние — обещаемый ею мышонку подарок. Ритмичность, последовательность, музыкальность и песенность представляют собой ценный художественно-педагогический приём, придающий сказке большую ясность, логическую убедительность, полную усвояемость ребёнком. В этой сказке до совершенства доведён принцип музыкальной симметричной структурности, развивающий музыкально-поэтический вкус малышей.
Борис Бегак в своей статье «Сказка и современность», опубликованной в № 6 журнала «Искусство кино» за 1947 год, выразил мнение о том, что популярное произведение Самуила Маршака «О глупом мышонке» по своим идее и композиции практически совпадает с традиционными русскими народными сказками.
По словам Бенедикта Сарнова, перечитывая «Сказку о глупом мышонке» во взрослом возрасте, он не стыдился своих детских слёз, финал сказки по-прежнему будил у него в душе то чувство, которое в детстве порождало безудержный рёв. Причиной такой реакции Сарнов считал «настоящесть» стихов Маршака, заключающуюся в том, что поэт обращал к ребёнку обширный круг собственных душевных переживаний, верил в то, что детство является трудным и ответственным этапом жизни человека, наполненным неисчерпаемо богатой и бесконечно сложной духовностью, исполненным подлинного драматизма, был уверен в том, что истинные переживания окажутся доступны, интересны и нужны маленькому слушателю. Несмотря на то, что кому-то «Сказка о глупом мышонке» может показаться всего лишь детской, трогательно-наивной простенькой сказочкой, в ней в лиричной форме иронично отражены и противостояние лицемерия и доверчивости, и возможность трагического несоответствия внешней формы подлинному содержанию. Несмотря на то, что маленькая «Сказка о глупом мышонке» зачастую является первым стихотворным произведением в жизни ребёнка, она легко находит дорогу к «тайному жару» детской души.
По мнению Александра Ивича, «Сказка о глупом мышонке» была одним из пробных произведений, образцом творческих поисков Самуила Маршака. Несмотря на кажущуюся лиричную неторопливость повествования, в ней чувствуется отличающий эту сказку от колыбельных сдвиг тональности, заключающийся в придании ей в небольших пропорциях басенных юмора, ироничности, грусти и нравоучительности. Подлинная художественность произведения подтверждается имеющимся в нём запасом смыслового и эмоционального содержания. Так трёхлетнего малыша сказка сначала заставит задуматься о том, куда мог пропасть мышонок, а потом огорчиться внезапным пониманием этой тайны. При этом будет получен запоминающийся опыт о возможной опасности сладких речей. Ребёнку семи лет откроются иные, незамеченные прежде, стороны этой истории, её аллегорические нравоучения и иронические характеристики. Заложенное Самуилом Маршаком в «Сказку о глупом мышонке» доверие к тонкой восприимчивости малышей, вера в свежесть их чувств, их юмор, фантазию, мыслительные способности Маршак были одним из принципиально важнейших завоеваний детской поэзии советского времени.
По мнению Евгения Неёлова, несмотря на то, что известная каждому с детства «Сказка о глупом мышонке» имеет репутацию простейшей, на самом деле, её художественная структура очень сложна. Обезоруживает исследователей своими кажущимися простотой и прозрачностью, не поддаётся описанию и рациональному истолкованию, может лишь эмоционально прочувствоваться неразделимое лирическое «ядро» поэмы. Многозначным является не только непосредственное, но и потенциальное её содержание. Правомерна общераспространённая трактовка сказки, утверждающая, что глупость и непослушание мышонка повлекли его гибель. Безусловно, Маршак решал в поэме педагогическую задачу. Но он решал и задачу художественную. В основе сказки лежит противопоставление скучного домашнего уюта и весёлого мира опасных игр и приключений. Открытость финала сказки вовсе не подразумевала трагического конца. Подлинная судьба мышонка была раскрыта Маршаком в 1955 году в опубликованной в № 2 журнала «Юность» «Сказке об умном мышонке».
Язык «Сказки о глупом мышонке» Самуила Маршака невероятно мелодичен. В ней детям показаны доходчивые примеры неправильного поведения, рассказывается об их возможных последствиях. Сказка не потеряла свою актуальность и остаётся любимой читателями на протяжении многих лет с момента её написания.

## Экранизации
- 1940 — рисованный мультфильм «Сказка о глупом мышонке», студия «Ленфильм», режиссёр Михаил Цехановский.
- 1981 — кукольный мультфильм «Сказка о глупом мышонке», студия «Союзмультфильм», режиссёр Ирина Собинова-Кассиль.